# انجیرلیک (ساری‌چام)
انجیرلیک (به ترکی استانبولی: İncirlik) یک منطقهٔ مسکونی در ترکیه است که در ساری‌چام واقع شده‌است.